# تاتوره معطر
 تاتوره معطر(نام علمی: Brugmansia arborea) نام یک گونه از تیره بادنجانیان است.